# Henrich Christian Graubner
Henrich Christian Graubner (* 10. April 1763 in Adorf; † 4. November 1832 ebenda) war ein deutscher Gutsbesitzer und Politiker.

## Leben
Graubner war der Sohn des Steigers Christian Ludwig Graubner (* 21. Juni 1723 (Taufe) in Adorf; † 22. August 1786 ebenda) und dessen Ehefrau Anna Elisabeth geborene Schröder (* 11. Juli 1734 (Taufe) in Adorf; 29. August 1798 ebenda). Er war evangelisch und heiratete am 25. April 1787 in Adorf Johannette Friederike Philippine Bitter (* 12. November 1770 in Adorf; † 30. Juni 1834 ebenda), die Tochter des Johann Christian Bitter (vulgo Plücken) und der Maria Elisabeth Schröder.
Die gemeinsame Tochter Emilie Caroline Louise Dieterichs (* 18. April 1806 in Adorf; † 18. Januar 1872 in Berndorf), heiratete am 26. Juni 1825 den Landstand Carl Dieterichs.
Graubner war 1807 Konduktor auf dem adligen Gut der Familie von Vultée, wurde 1812 Gewerke beim Gips- und Alabasterabbau und 1815 zusätzlich auch Konduktor auf der Meierei Hünighausen bei Arolsen und Besitzer zweier Hälften von Vollspännerhöfen in Adorf. 1815/16 erwarb er das Gut Adorf und wurde 1821 Besitzer des Cappelhofes, eines Pachtgutes in Giebringhausen. Er kam Mitte der 1820er Jahre in finanzielle Schwierigkeiten. Ein Debitverfahren 1826 führt zum Verkauf des Adorfer Gutes und weiterer Besitzungen. Durch das landtagsfähige Gut Adorf war er vom 16. Juni 1816 bis 1825 Mitglied des Landstandes des Fürstentums Waldeck.